# Sôya Rahyôgen
Sôya Rahyôgen (japanisch 宗谷裸氷原 für Kahles Sōya-Eisfeld) ist ein strukturloses und ausgedehntes Gletschergebiet an der Prinz-Harald-Küste des ostantarktischen Königin-Maud-Lands. Es liegt am Ostufer der Lützow-Holm-Bucht.
Japanische Wissenschaftler kartierten es anhand von Landsat-Aufnahmen und benannten es 1981.